# Wetterin
Die Wetterin ist ein 1530 m ü. A. hoher Berg in den Mürzsteger Alpen, zehn Kilometer südlich von Mariazell in der nördlichen Steiermark. Am Fuß des Ostkamms liegen der Ort Niederalpl (1200 m) und die Wetterinalm, im Westen Wegscheid (821 m) und die tiefe Furche der Mariazeller Straße B 20 über den Steirischen Seeberg, die das Mariazeller Land – vorbei am Hochschwabmassiv – mit dem Murtal verbindet.

## Ungewöhnliche Bergform und Geologie
Der wie ein Dach geformte Berg der Wetterin ist stark bewaldet, bis auf seinen zwei Kilometer langen, genau West-Ost verlaufenden Kamm, dessen Westende der fast gleich hohe Kaiserstein bildet. Die Südflanke ist ein sehr gleichmäßig geneigter Steilhang bis hinab zur Niederalpl-Passstraße und dem engen Seitental des Dürrwaldgrabens (940 m). Er weist unter dem Kaiserstein einige kurze, von Gesteins-Überschiebungen geprägte Böschungen auf. Die Nordflanke ist hingegen von Felswänden durchsetzt und fällt zum Jagerbauergraben (800 m) und der Sattelleiten (1000 m) ab, jenseits derer eine wirre, von Gräben durchzogene Kalklandschaft zu den West- und Südwänden der Tonion (1.699 m) hochsteigt.
Dieser Unterschied der Landformen wird davon verursacht, dass die alten Gesteine der Grauwackenzone bei der alpinen Orogenese einige Kilometer weit in die Nördlichen Kalkalpen hinein geschoben wurden.

## Bergwander- und Schigebiet
Die Wetterin bietet schöne Ausblicke auf die Hohe Veitsch (1.981 m), den Hochschwab (2.277 m) und die Schneealpe (1.903 m).
Östlich des Berges führen der Nord-Süd-Weitwanderweg sowie der Steirische Mariazellerweg vorbei; der Gipfel selbst ist ab der Wetterinalm über einen unmarkierten Weg erreichbar. Die Südwesthälfte des Massivs zwischen dem Kaiserstein und den Schafmäuern ist nur auf einigen Forstwegen passierbar. Den Fuß dieser steilen Hänge bildet der Aschbach (gleichnamige Ortschaft auf 840 m Höhe), der das niederschlagsreiche Gebiet nach Norden und Westen zur Salza entwässert.
Wegen seiner Schneesicherheit und abwechslungsreichen Landschaft wurde vor etwa 30 Jahren östlich der Wetterin zwischen dem Ort Niederalpl und dem Pass ein kleines Schigebiet mit insgesamt acht Kilometer Pisten eingerichtet, das heute mit einer modernen Vierersesselbahn, drei Schleppliften und einem Übungslift ausgestattet ist. Es ist als familienfreundlich und in bewusstem Gegensatz zu einem Skizirkus konzipiert.
Unter naturbewussten Schneeschuh- und Schitouren-Gehern gilt das Gebiet als Geheimtipp, wozu die Zufahrtsmöglichkeit bis auf 1200 m wesentlich beiträgt. Wegen der Bewaldung ist kaum Lawinengefahr vorhanden, Einkehrmöglichkeiten allerdings auch nicht.
In Gipfelnähe wurde 1999 ein Funksender für die Wiener Hochquellenleitung errichtet, der aber wegen der sensiblen Lage im Naturschutzgebiet als „Tarnflügel“ und mit Solaranlage gestaltet ist.